# Раката-Кечил
Раката-Кечил (индон. Pulau Rakata-kecil, буквально — «Малый Кракатау»), также известен как Пулау-Панджпнг и Ланг-Эйланд, (оба последних названия означают «Длинный остров», соответственно, по-индонезийски и по-голландски) — вулканический остров в Зондском проливе Индонезии, между островами Ява и Суматра. Расположен к северу от острова Раката, на котором расположен вулкан Кракатау (813 м), к востоку от островов Анак-Кракатау и Сертунг. Административно относится к округу Южный Лампунг провинции Лампунг. Наивысшая точка — 132 м над уровнем моря.